# Eublarginea
Eublarginea là một chi bướm đêm thuộc họ Noctuidae.